# Astroscopus
Astroscopus is een geslacht van straalvinnige vissen uit de familie van sterrenkijkers (Uranoscopidae). Het geslacht is voor het eerst wetenschappelijk beschreven in 1860 door Brevoort.

## Soorten
- Astroscopus guttatus Abbott, 1860
- Astroscopus sexspinosus (Steindachner, 1876)
- Astroscopus y-graecum (Cuvier, 1829)
- Astroscopus zephyreus Gilbert & Starks, 1897